# Brévonnes
Brévonnes (Pronunciació en francès: [bʁevɔn]) és un municipi francès situat al departament de l'Aube i a la regió del Gran Est. L'any 2007 tenia 676 habitants.

## Demografia

### Població
El 2007 la població de fet de Brévonnes era de 676 persones. Hi havia 264 famílies de les quals 67 eren unipersonals (20 homes vivint sols i 47 dones vivint soles), 83 parelles sense fills, 98 parelles amb fills i 16 famílies monoparentals amb fills.
La població ha evolucionat segons el següent gràfic:
Habitants censats

### Habitatges
El 2007 hi havia 325 habitatges, 271 eren l'habitatge principal de la família, 31 eren segones residències i 22 estaven desocupats. 313 eren cases i 6 eren apartaments. Dels 271 habitatges principals, 190 estaven ocupats pels seus propietaris, 80 estaven llogats i ocupats pels llogaters i 2 estaven cedits a títol gratuït; 13 tenien dues cambres, 39 en tenien tres, 89 en tenien quatre i 130 en tenien cinc o més. 232 habitatges disposaven pel capbaix d'una plaça de pàrquing. A 110 habitatges hi havia un automòbil i a 132 n'hi havia dos o més.

### Piràmide de població
La piràmide de població per edats i sexe el 2009 era:
| Homes | Edats   | Dones |
| ----- | ------- | ----- |
| 0     | 95 o +  | 4     |
| 0     | 90 a 94 | 0     |
| 0     | 85 a 89 | 0     |
| 0     | 80 a 84 | 0     |
| 8     | 75 a 79 | 12    |
| 16    | 70 a 74 | 24    |
| 20    | 65 a 69 | 20    |
| 32    | 60 a 64 | 12    |
| 20    | 55 a 59 | 20    |
| 20    | 50 a 54 | 28    |
| 24    | 45 a 49 | 16    |
| 16    | 40 a 44 | 24    |
| 16    | 35 a 39 | 20    |
| 24    | 30 a 34 | 20    |
| 20    | 25 a 29 | 20    |
| 16    | 20 a 24 | 12    |
| 4     | 15 a 19 | 28    |
| 28    | 10 a 14 | 12    |
| 20    | 5 a 9   | 12    |
| 8     | 0 a 4   | 8     |

## Economia
El 2007 la població en edat de treballar era de 393 persones, 308 eren actives i 85 eren inactives. De les 308 persones actives 276 estaven ocupades (150 homes i 126 dones) i 32 estaven aturades (13 homes i 19 dones). De les 85 persones inactives 34 estaven jubilades, 22 estaven estudiant i 29 estaven classificades com a «altres inactius».

### Ingressos
El 2009 a Brévonnes hi havia 276 unitats fiscals que integraven 719 persones, la mediana anual d'ingressos fiscals per persona era de 15.627 €.

### Activitats econòmiques
Dels 19 establiments que hi havia el 2007, 1 era d'una empresa extractiva, 4 d'empreses de fabricació d'altres productes industrials, 4 d'empreses de construcció, 4 d'empreses de comerç i reparació d'automòbils, 1 d'una empresa de transport, 3 d'empreses d'hostatgeria i restauració i 2 d'empreses de serveis.
Dels 8 establiments de servei als particulars que hi havia el 2009, 1 era un taller de reparació d'automòbils i de material agrícola, 1 paleta, 1 guixaire pintor, 1 fusteria, 1 lampisteria, 1 electricista i 2 restaurants.
L'any 2000 a Brévonnes hi havia 15 explotacions agrícoles que ocupaven un total de 980 hectàrees.

## Equipaments sanitaris i escolars
El 2009 hi havia 1 escola maternal i 1 escola elemental.

## Poblacions més properes
El següent diagrama mostra les poblacions més properes.